# Pegada ecológica

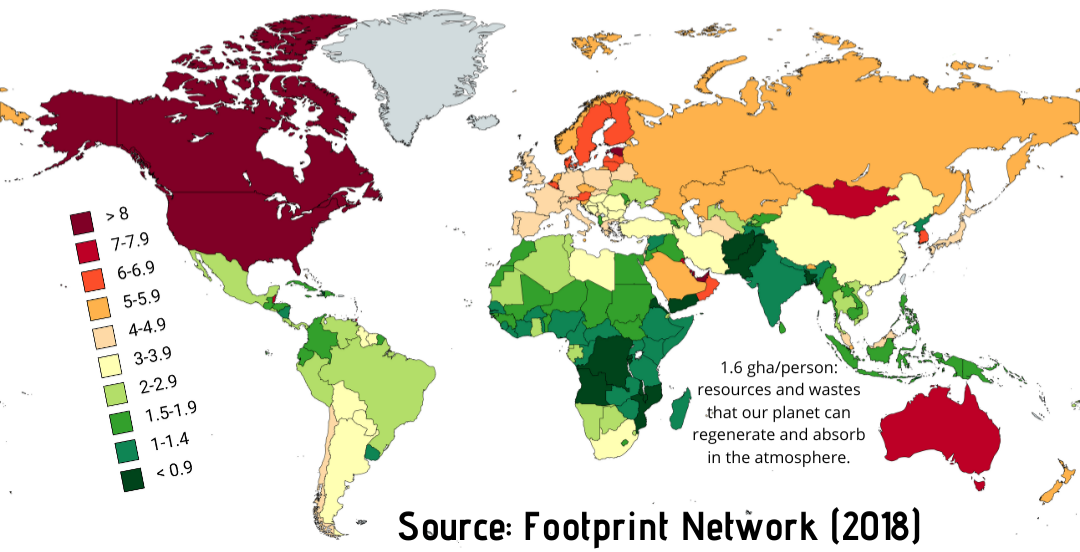
Países por pegada ecológica bruta per capita (2018)

|  |    |    |    |    |    |    |    |    |    |   |   |   |   |   |
|  |    |    |    |    |    |    |    |    |    |   |   |   |   |   |
|  | −9 | −8 | −7 | −6 | −5 | −4 | −3 | −2 | −1 | 0 | 2 | 4 | 6 | 8 |

Excedente ou déficit ecológico nacional, medido como a biocapacidade de um país por pessoa (em hectares globais) menos sua pegada ecológica por pessoa (também em hectares globais). Dados de 2013.
{

A pegada ecológica é um método promovido pela Global Footprint Network para medir a demanda humana em capital natural, ou seja, a quantidade de natureza necessária para sustentar as pessoas ou uma economia. Acompanha essa demanda por meio de um sistema de contabilidade ecológica. As contas contrastam a área biologicamente produtiva que as pessoas usam para seu consumo com a área biologicamente produtiva disponível dentro de uma região ou do mundo (biocapacidade, a área produtiva que pode regenerar o que as pessoas exigem da natureza). Em suma, é uma medida do impacto humano no meio ambiente.
A pegada e a biocapacidade podem ser comparadas à escala individual, regional, nacional ou global. Tanto a pegada quanto a biocapacidade mudam a cada ano com o número de pessoas, consumo por pessoa, eficiência da produção e produtividade dos ecossistemas. Em escala global, as avaliações da pegada mostram quão grande a demanda da humanidade é comparada ao que a Terra pode renovar. A Global Footprint Network estima que, a partir de 2014, a humanidade está usando o capital natural 1,7 vezes mais rápido do que a Terra pode renová-lo, o que eles descrevem como significando que a pegada ecológica da humanidade corresponde a 1,7 planeta Terra.
A análise da pegada ecológica é amplamente utilizada em todo o mundo para apoiar as avaliações de sustentabilidade. Ele permite que as pessoas meçam e gerenciem o uso de recursos em toda a economia e explorem a sustentabilidade de estilos de vida individuais, bens e serviços, organizações, setores industriais, bairros, cidades, regiões e nações.

## Visão geral
A primeira publicação acadêmica sobre pegadas ecológicas foi escrita por William Rees em 1992. O conceito de pegada ecológica e o método de cálculo foram desenvolvidos como tese de doutorado de Mathis Wackernagel, sob supervisão de Rees na Universidade da Colúmbia Britânica em Vancouver, Canadá, de 1990 a 1994. Originalmente, Wackernagel e Rees chamaram o conceito de "capacidade de carga apropriada". Para tornar a ideia mais acessível, Rees criou o termo "pegada ecológica", inspirado por um técnico de informática que elogiou a "pequena pegada na mesa" de seu novo computador. Em 1996, Wackernagel e Rees publicaram o livro Our Ecological Footprint: Reducing Human Impact on the Earth.
A maneira mais simples de definir uma pegada ecológica é a quantidade de recursos ambientais necessários para produzir os bens e serviços que sustentam o estilo de vida particular de um indivíduo.
O modelo é um meio de comparar o consumo e os estilos de vida, e verificar isso com a biocapacidade. A ferramenta pode informar a política examinando até que ponto uma nação usa mais (ou menos) do que está disponível em seu território, ou até que ponto o estilo de vida da nação seria replicável em todo o mundo. A pegada também pode ser uma ferramenta útil para educar as pessoas sobre o consumo excessivo, com o objetivo de alterar o comportamento pessoal. As pegadas ecológicas podem ser usadas para argumentar que muitos estilos de vida atuais não são sustentáveis. As comparações país a país mostram as desigualdades de uso de recursos neste planeta.
A pegada de GEE ou a pegada de carbono mais estreita são um componente da pegada ecológica. Muitas vezes, quando apenas a pegada de carbono é relatada, ela é expressa em peso de CO2 (ou CO2e representando o potencial de aquecimento de GEE), mas também pode ser expressa em áreas terrestres como pegadas ecológicas. Ambos podem ser aplicados a produtos, pessoas ou sociedades inteiras.